# Argocoffeopsis afzelii
Argocoffeopsis afzelii är en måreväxtart som först beskrevs av William Philip Hiern, och fick sitt nu gällande namn av Elmar Robbrecht. Argocoffeopsis afzelii ingår i släktet Argocoffeopsis och familjen måreväxter. Inga underarter finns listade i Catalogue of Life.